# A Hill to Die Upon
A Hill to Die Upon est un groupe de death et unblack metal américain, originaire de Monmouth et Galesburg, dans l'Illinois. Composé de deux membres permanents, les frères Adam et Michael Cook, respectivement guitariste-chanteur et batteur, le groupe se produit et enregistre toujours avec un bassiste de session. Ils se montrent sous une imagerie sombre et sanglante, affirmant leur foi en Jésus par leurs textes.

## Biographie

### Débuts (2004–2008)
Adam et R. Michael Cook forment A Hill to Die Upon comme groupe de punk hardcore et metalcore en 2004 à Monmouth. Michael explique qu'ils cherchaient à jouer de la musique extrême et hardcore, qui était plus facile à jouer que le metal. Il révèle que le metal qu'ils essayaient de jouer à cette période « était à chier. » Toujours en 2004, la scène punk hardcore est très importante dans le Midwest, ce qui permet aux deux frères, de jouer dans l'Illinois et l'Iowa. Le groupe se retrouve seul à jouer du metal extrême, et parvient difficilement à jouer sur scène. 
Les frères jouent leur premier concert à Burlington, dans l'Iowa, et reprend des chansons de Norma Jean et As I Lay Dying. Au fil du temps, ils s'intéressent au death et au black metal, et leur groupe devient musicalement plus rapide, plus sombre et plus agressif.

### Infinite Titanic Immortal(2008–2010)
En 2008, A Hill to Die Upon enregistre une démo, qui le mène à signer avec le label Bombworks Records. En décembre de cette année, le groupe commence les enregistrements de l'album Infinite Titanic Immortal, annoncé pour juin 2009. L'album est enregistré par Kevin Rendleman auc Trash Rocket Studios de Peoria, dans l'Illinois, et mixé aux Dark Chamber Studios par Eric Tordsson, ancien membre de Crimson Moonlight. Infinite Titanic Immortal est publié le 21 juillet 2009.

### Omens(2011–2012)

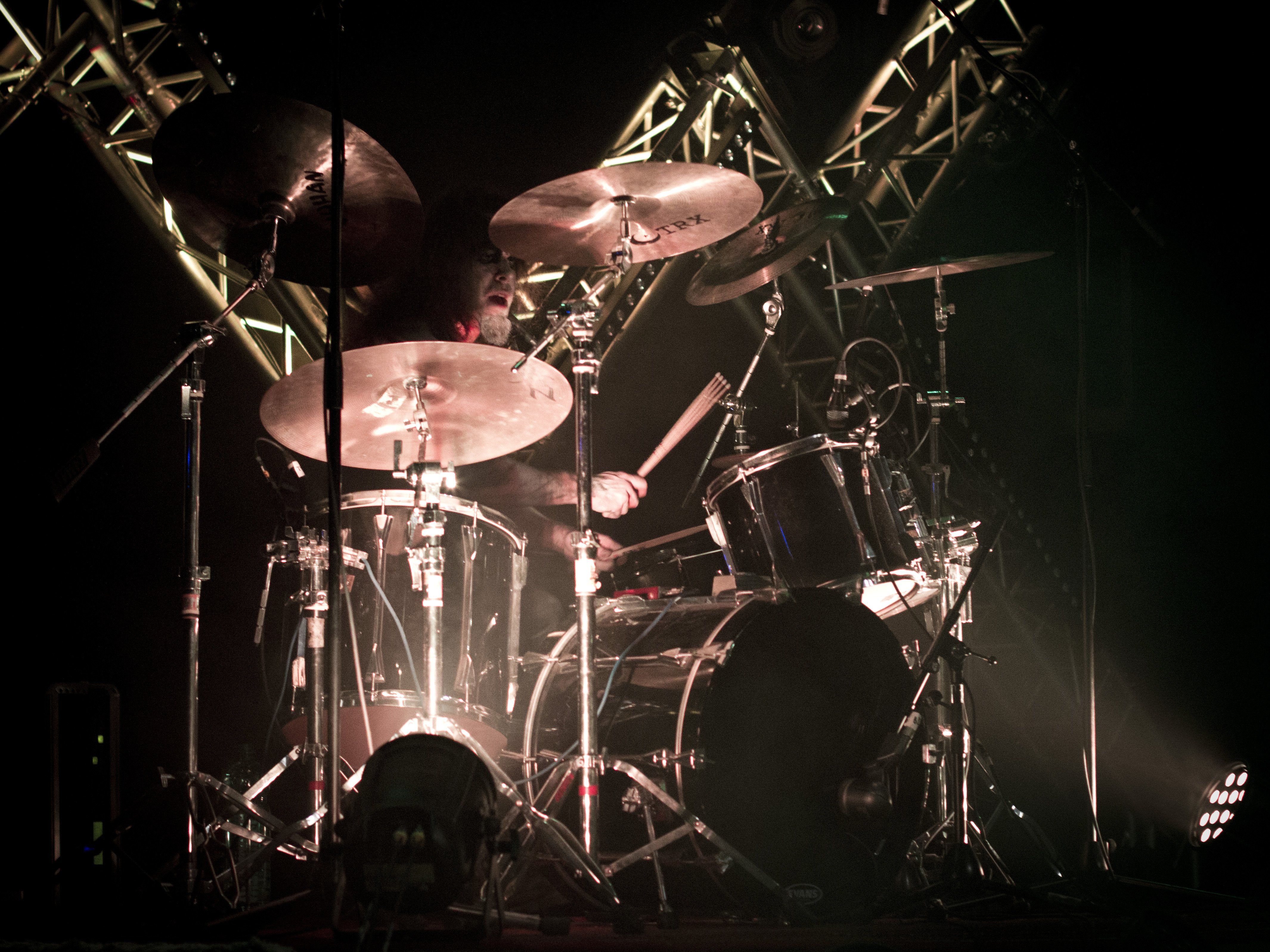
Michael Cook aux Elements of Rock 2012.

En 2011, lors d'un entretien avec le magazine HM, Adam Cook révèle que les enregistrements de Omens, le deuxième album de A Hill to Die Upon, a duré environ huit jours. Il explique qu'« on avait jamais réellement eu de démos de ces chansons avant d'entrer en studio. » Omens est publié le 23 mai 2011. Chris Gato de HM attribue à l'album une note de trois étoiles sur cinq : « C'est un album fabuleux, et il y en a beaucoup à écouter. » Taylor C. d'Indie Vision Music attribue à l'album cinq étoiles sur cinq.

### Holy Despair(depuis 2013)
Le 12 février 2013, le groupe publie le single Manden Med Leen (en danois qui signifie « La Faucheuse »),. Le troisième album du groupe, Holy Despair, est publié le 8 avril 2014 en format CD, puis le 22 avril 2014 en téléchargement payant. Contrairement à Omens, la production de Holy Despair prend plus longtemps et est repoussée à plusieurs reprises. L'album est financé grâce à des dons effectués sur Indiegogo. 
Toujours en 2013, le petit studio situé dans la cave d'Adam est inondé. Bien que les instruments et les enregistrements aient été sauvés, cet événement repousse la sortie de l'album pour au moins trois ou quatre mois. L'accueil est relativement bon. Metal Forces attribue à l'album une note de huit étoiles et demi sur dix. Metal Storm attribue 7,8 sur 10 à l'album. En décembre 2016, le groupe annonce la sortie d'un album prévu pour mars 2017.

## Style musical et influences
Le style musical de A Hill to Die Upon est considéré comme du blackened death metal, et plus particulièrement un mélange de death metal et black metal mélodiques,,. Le groupe est souvent comparé à Behemoth, Immortal, Naglfar, et Old Man's Child,,,,. Les deux frères expliquent s'inspirer de ces groupes, mais également de groupes de metal extrême comme Satyricon, 1349, Watain, et Keep of Kalessin,,. A Hill to Die Upon cite aussi d'autres groupes moins extrêmes comme mewithoutYou, Eric Church, et Empire of the Sun. mewithoutYou est leur compositeur Aaron Weiss sont particulièrement cités par Michael Cook dans l'écriture de leurs paroles. Sur Omens et Holy Despair, le groupe reprend des chansons folk traditionnelles comme : Satan, You Kingdom Must Come Down et O, Death, respectivement. O, Death fait participe la harpiste et chanteuse Timbre,.

## Membres

### Membres actuels
- Adam Cook - chant (depuis 2004), guitare, basse (2004-2016)
- Michael Cook - batterie, chant (depuis 2004)
- Nolan Osmond - guitare (depuis 2014)
- Brent Dossett - basse, chant (depuis 2016)
- Tanner Jones - guitare, chant (depuis 2016)

### Anciens membres
- Adam Gross - guitare
- Drew Webster - guitare
- Elisha Mullins - basse (2004-2011)
- Josh Christianson - basse (2012-2013, 2014 ; musicien de tournée)
- Steve Southard - chant (2006-2009)
- Josiah - basse
- Gage Love - guitare (2006-2009)
- Mike Pingel - guitare (2014-2016)